# Nationalpark Juruena
Der Juruena-Nationalpark, amtlich portugiesisch Parque Nacional do Juruena ist ein brasilianischer Nationalpark in den brasilianischen Bundesstaaten Mato Grosso und Amazonas. Er ist nach dem Fluss Juruena benannt, der durch das Gebiet fließt, sich später mit dem Rio Teles Pires vereinigt und dann den Amazonas-Nebenfluss Rio Tapajós bildet. Der Park umfasst eine Fläche von 19.566 km² und hat die WDPA ID 351839.
Der Nationalpark wurde als Teil des ARPA-Programmes (Amazon Region Protected Areas) der brasilianischen Regierung am 5. Juni 2006 gegründet und umfasst 19.570 Quadratkilometer, die vor allem durch noch fast unberührten Regenwald mit seiner typischen vielfältigen Tier- und Pflanzenwelt geprägt sind. Da Regenwälder durch Holzeinschlag, landwirtschaftliche Innutzungnahme und andere Faktoren in ihrem Bestand gefährdet sind, soll der Juruena-Nationalpark zusammen mit anderen Schutzgebieten in der Region im Sinne eines Biotopverbundsystems den größten noch zusammenhängenden Regenwald der Erde, vor seiner vollständigen Zerstörung bewahren.

## Fauna
Das Schutzgebiet bietet neben vielen anderen Arten dem Jaguar, dem Riesenotter und dem Harpyie-Adler Lebensraum. In den Flussläufen wurden auch Amazonasdelfine nachgewiesen.